# Henricus Jansen
Henricus Jansen, eigentlich Hendricus Jansen, (* 2. Januar 1867 in Den Haag; † 5. Februar 1921 in Rotterdam) war ein niederländischer Grafiker, Lithograf, Illustrator, Maler, Zeichner, Designer, Pastellist, Wandmaler, Glasmaler und Radierer.

## Leben
Jansen studierte von 1883 bis 1885 an der Koninklijke Academie van Beeldende Kunsten in Den Haag. Als Künstler arbeitete er unter dem Namen „Henricus“. Er lebte und arbeitete in Den Haag bis 1885, Lüttich bis 1887, Paris (auch Normandie und Bretagne) bis 1893, Den Haag bis 1899, Tunis bis 1901, Rhenen 1902–1903, Den Haag 1903, Voorburg 1906, Renkum 1907, Leiden 1909–1911, Heeze 1911–1913, Den Flaag bis 1919, dann in Rotterdam.

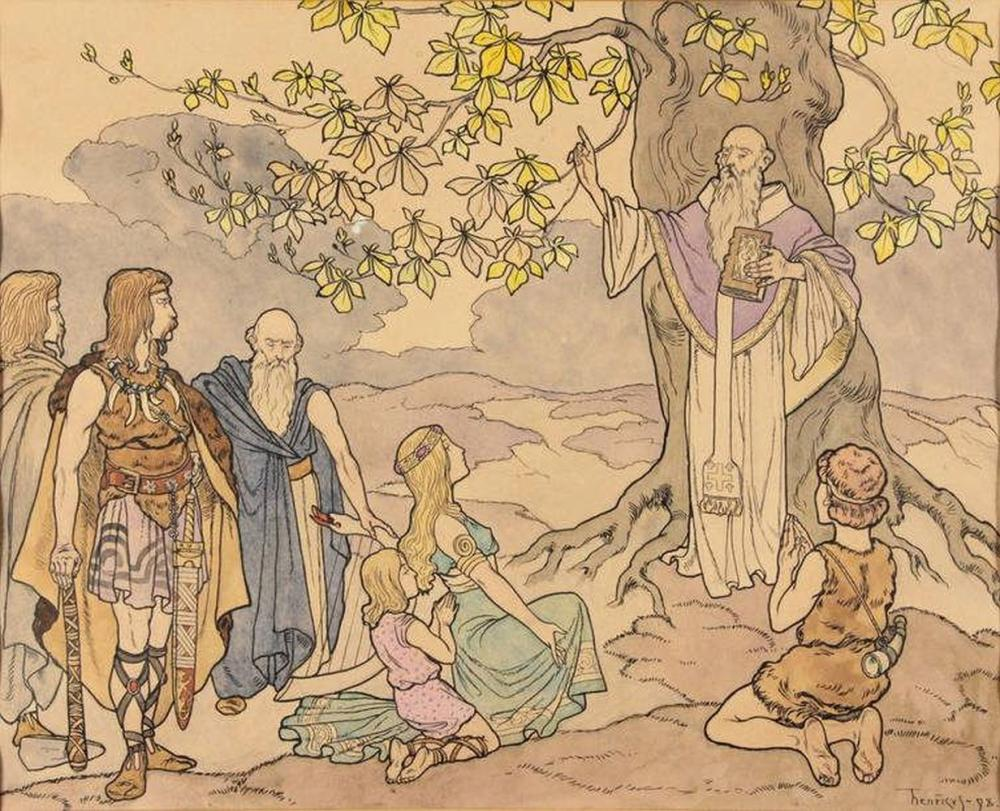
Ein Mann, der unter einem Baum steht und vor einer Gruppe von Heiden predigt

Von 1887 bis 1892 lebte Henricus in Paris, wo er sich in die künstlerischen Kreise um Le Chat Noir mischte und Leute wie Rodolphe Salis und Paul Verlaine kennenlernte. Die Zeichnungen und Illustrationen, die er um 1890 anfertigte, sind stark von Pariser Grafikern wie Théophile-Alexandre Steinlen, Eugène Grasset und Adolphe Willette beeinflusst. In der Koninklijke Schouwburg (Königlichen Theater) in Den Haag befindet sich in einer Halle eine ovale Decke mit einem Gemälde von Henricus Jansen. Er malte in Nordafrika viele orientalische Städte, hauptsächlich arabische Straßen, in hellen Farben und mit starken Licht- und Schattenbereichen. Glasbilder von ihm sind ebenfalls bekannt.
Jansen inszenierte auch Schattenspiele und fertigte die Kostümentwürfe für eine studentische Aufführung von Lorenzo de Medici anlässlich des Delfter Studentenkorps im Jahr 1908 an.